# Diviš Bořek

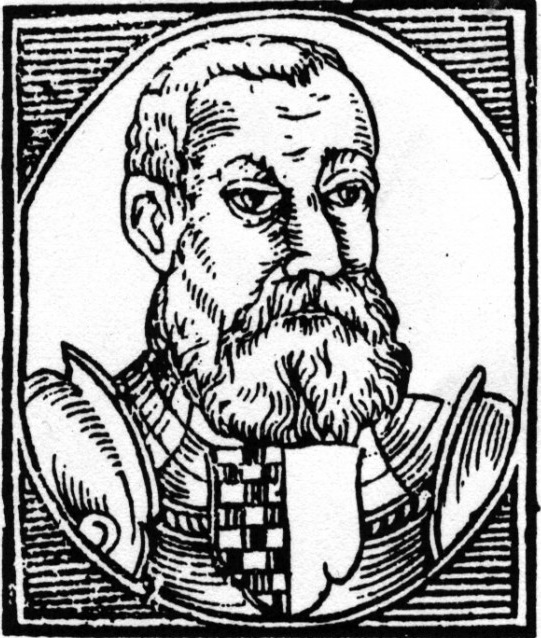
Diviš Bořek z Miletínka

Diviš Bořek z Miletínka (ur. ?, zm. 8 stycznia 1438) – wódz i hetman husycki.
Po śmierci Jana Husa był zwolennikiem utrakwistów, w 1420 roku został jednym z przywódców orebitów. Dowodził zdobyciem Hradca Králové. Następnie przeszedł do obozu utrakwistów. W bitwie pod Lipanami dowodził połączonymi wojskami utrakwistów i katolików, pokonując taborytów.